# Gambier's Advocate
Gambier's Advocate er en amerikansk stumfilm fra 1915 af James Kirkwood, Sr..

## Medvirkende
- Hazel Dawn som Clarissa.
- James Kirkwood som Stephen Gambier.
- Fuller Mellish som Cyrus Vane.
- Dorothy Bernard som Gene Vane.
- Robert Broderick som Mr. Muir.